# Йосіка
Йошіка (яп. 吉賀町,, よしかちょう, Йошіка-чьо̄) це містечко розташоване в повіті Каноасі, Префектури Шімане, Японія. Станом на 30 червня 2023, містечко має населення 5,759 осіб та густину населення 17 осіб/км². Площа містечка дорівнює 336,50 км².

## Географія
Йошіка розташована в горах Тюґоку в крайньому південно-західному кутку префектури Сімане, межує з префектурою Ямаґучі. Територія сильно залісена, орні землі розташовані вздовж річки Такацу та її приток і оточені крутими горами.

## Сусідні муніципалітети
Префектура Сімане
- Масуда
- Цувано

Префектура Ямаґуті
- Івакуні
- Ямаґуті
- Сюнан

### Клімат
Йосіка має вологий субтропічний клімат (кліматична класифікація Кеппена Cfa) з дуже теплим літом і прохолодною зимою. Опади рясні протягом усього року. Середньорічна температура в Йосіці становить 13,4 °C. Середньорічна кількість опадів 1940,5 мм., липень є найбільш вологим місяцем. Середня температура найвища в серпні, близько 25,3 °C і найнижча в січні, близько 2,2 °C. Найвища температура, коли-небудь зареєстрована в Йошіці, становила 36,8 °C 19 серпня 2020 р.; найнижча зареєстрована температура становила -12 °C 8 лютого 2018 р. 
| Клімат Йосіка (2006−2020 звичайні, максимум: 2006−сьогодення) | Клімат Йосіка (2006−2020 звичайні, максимум: 2006−сьогодення) | Клімат Йосіка (2006−2020 звичайні, максимум: 2006−сьогодення) | Клімат Йосіка (2006−2020 звичайні, максимум: 2006−сьогодення) | Клімат Йосіка (2006−2020 звичайні, максимум: 2006−сьогодення) | Клімат Йосіка (2006−2020 звичайні, максимум: 2006−сьогодення) | Клімат Йосіка (2006−2020 звичайні, максимум: 2006−сьогодення) | Клімат Йосіка (2006−2020 звичайні, максимум: 2006−сьогодення) | Клімат Йосіка (2006−2020 звичайні, максимум: 2006−сьогодення) | Клімат Йосіка (2006−2020 звичайні, максимум: 2006−сьогодення) | Клімат Йосіка (2006−2020 звичайні, максимум: 2006−сьогодення) | Клімат Йосіка (2006−2020 звичайні, максимум: 2006−сьогодення) | Клімат Йосіка (2006−2020 звичайні, максимум: 2006−сьогодення) | Клімат Йосіка (2006−2020 звичайні, максимум: 2006−сьогодення) |
| Показник                                                      | Січ.                                                          | Лют.                                                          | Бер.                                                          | Квіт.                                                         | Трав.                                                         | Черв.                                                         | Лип.                                                          | Серп.                                                         | Вер.                                                          | Жовт.                                                         | Лист.                                                         | Груд.                                                         | Рік                                                           |
| Абсолютний максимум, °C                                       | 15,8                                                          | 20,4                                                          | 24,4                                                          | 29,4                                                          | 33,0                                                          | 33,0                                                          | 36,1                                                          | 36,8                                                          | 36,2                                                          | 30,3                                                          | 25,8                                                          | 22,5                                                          |                                                               |
| Середній максимум, °C                                         | 6,8                                                           | 8,9                                                           | 12,9                                                          | 18,3                                                          | 23,5                                                          | 25,7                                                          | 29,3                                                          | 30,9                                                          | 26,4                                                          | 21,1                                                          | 15,4                                                          | 9,2                                                           |                                                               |
| Середня температура, °C                                       | 2,2                                                           | 3,7                                                           | 6,8                                                           | 11,6                                                          | 16,7                                                          | 20,5                                                          | 24,4                                                          | 25,3                                                          | 21,1                                                          | 15,1                                                          | 9,5                                                           | 4,3                                                           |                                                               |
| Середній мінімум, °C                                          | −1,4                                                          | −0,7                                                          | 1,3                                                           | 5,3                                                           | 10,6                                                          | 16,3                                                          | 20,7                                                          | 21,3                                                          | 17,1                                                          | 10,5                                                          | 4,8                                                           | 0,5                                                           |                                                               |
| Абсолютний мінімум, °C                                        | −8,8                                                          | −12                                                           | −5,3                                                          | −3,4                                                          | 0,2                                                           | 6,5                                                           | 14,1                                                          | 13,1                                                          | 8,4                                                           | 2,6                                                           | −3,4                                                          | −5,6                                                          |                                                               |
| Середня кількість сонячних годин на місяць                    | 76,4                                                          | 95,7                                                          | 147,2                                                         | 178,4                                                         | 208,1                                                         | 132,1                                                         | 135,3                                                         | 178,4                                                         | 128,1                                                         | 146,7                                                         | 117,4                                                         | 79,1                                                          | 1621,8                                                        |
| Норма опадів, мм                                              | 102.5                                                         | 105.3                                                         | 144.9                                                         | 147.7                                                         | 139.0                                                         | 241.5                                                         | 340.2                                                         | 189.4                                                         | 186.6                                                         | 127.0                                                         | 87.2                                                          | 127.8                                                         | 1940.5                                                        |
| Днів з опадами                                                | 14,1                                                          | 12,3                                                          | 12,2                                                          | 10,7                                                          | 8,8                                                           | 12,1                                                          | 13,4                                                          | 10,1                                                          | 11,1                                                          | 8,1                                                           | 9,7                                                           | 14,7                                                          |                                                               |
| ------------------------------------------------------------- | ------------------------------------------------------------- | ------------------------------------------------------------- | ------------------------------------------------------------- | ------------------------------------------------------------- | ------------------------------------------------------------- | ------------------------------------------------------------- | ------------------------------------------------------------- | ------------------------------------------------------------- | ------------------------------------------------------------- | ------------------------------------------------------------- | ------------------------------------------------------------- | ------------------------------------------------------------- | ------------------------------------------------------------- |

### Демографія
Згідно з даними перепису населення Японії, населення Йошіки у 2020 році становить 6077 осіб. Переписи населення проводяться з 1920 року.

Розміщення Йошіки на карті Префектури Сімане

## Історія
Територія Йосіки була частиною стародавньої провінції Івамі. У період Едо територія була частиною володінь Цувано. Після реставрації Мейдзі 1 квітня 1889 року в районі Каноаші, Сімане, було створено села Муйкаїчі та Какінокі, які створили сучасну систему муніципалітетів. 13 листопада 1947 року Муйкаїчі було присвоєно статус міста. Місто Йосіка було утворено 1 жовтня 2005 року в результаті злиття міста Муйкаїчі і села Какінокі.

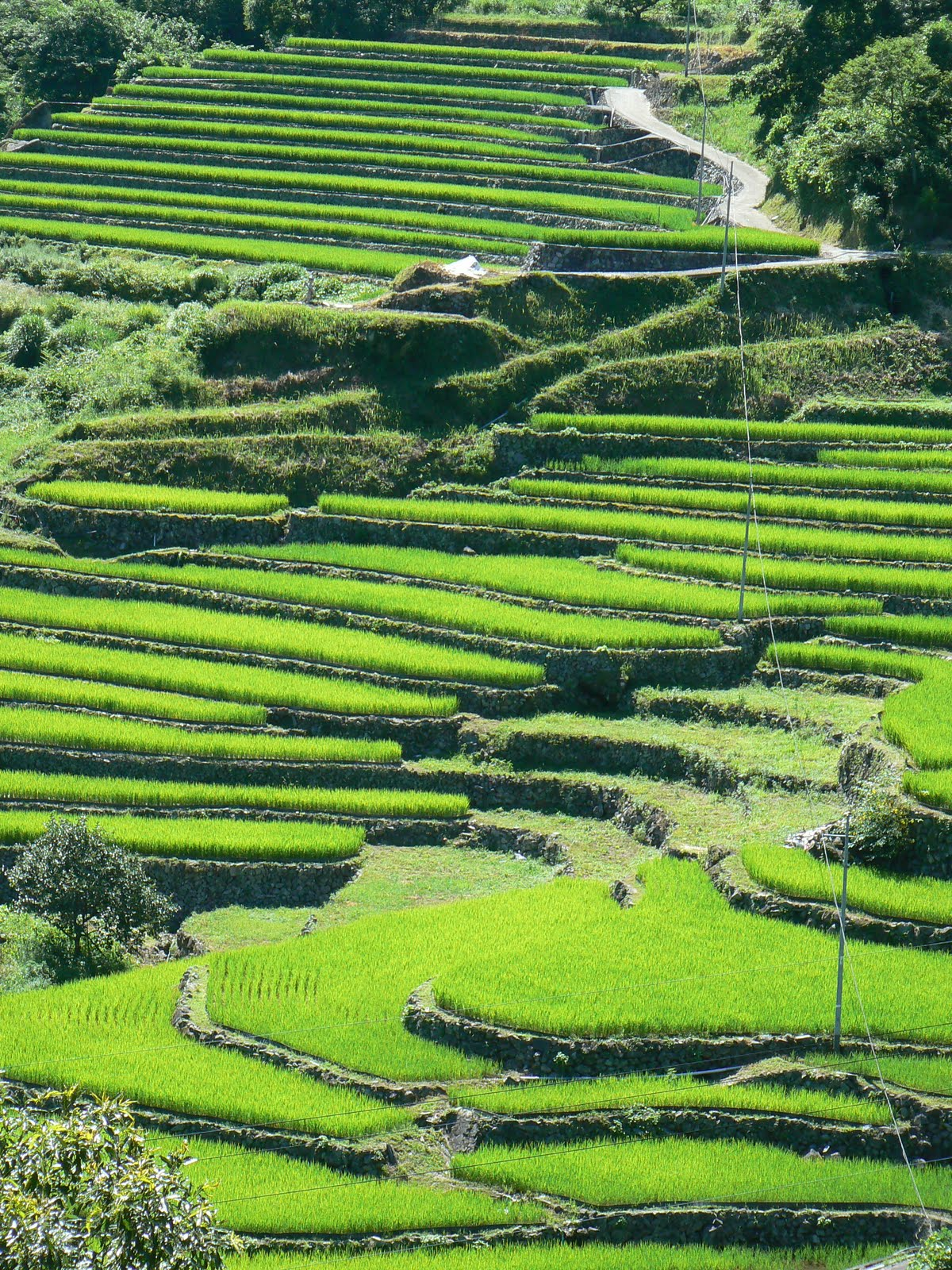
Рисові тераси О̄йдані

## Уряд
Форма правління Йосіки — рада та мер, який обирається прямим голосуванням, і однопалатною міською радою з 12 членів. Йосіка разом з містом Цувано вносить одного члена до Асамблеї префектури Сімане. З точки зору національної політики, місто є частиною 2-го округу Сімане нижньої палати парламенту Японії.

## Економіка
Містечко знаходиться у сільській місцевості, його економіка базується на сільському та лісовому господарстві.

## Освіта
Йошіка має п'ять державних початкових шкіл і чотири державні середні школи, якими керує міський уряд, і одну державну вищу школу, якою керує Рада освіти префектури Сімане.

## Транспорт

### Залізниця
Йошіка не має пасажирських залізничних перевезень. Найближчі залізничні станції — станція Нішікічьо лінії Нішікіґава Сейрюe в Івакуні та станція Нічіхара JR West лінії Ямаґучі в Цувано.

### Автомагістралі
- E2A Швидка автострада Тюґоку
- Дорога національного значення 187

## Відомі люди
- Ханае Морі, модельєр